# El lluitador (pel·lícula de 2008)
El lluitador (títol original en anglès The Wrestler) és una pel·lícula estatunidenca dirigida l'any 2008 per Darren Aronofsky. Va ser premiada amb dos Globus d'Or al millor actor de drama (Mickey Rourke) i a la millor cançó. Al Festival de Venècia se li concedí el Lleó d'Or a la millor pel·lícula. Ha estat doblada al català.

## Repartiment
- Mickey Rourke: Randy "The Ram" Robinson
- Marisa Tomei: Cassidy / Pam
- Evan Rachel Wood: Stephanie Robinson
- Todd Barry: Wayne
- Ernest Miller: Bob / "The Ayatollah"

## Premis i nominacions[calcitació]

### Premis
- 2008: Lleó d'Or per Darren Aronofsky
- 2009: Globus d'Or al millor actor dramàtic per Mickey Rourke
- 2009: Globus d'Or a la millor cançó original per Bruce Springsteen amb "The Wrestler"
- 2009: BAFTA al millor actor per Mickey Rourke

### Nominacions
- 2009: Oscar al millor actor per Mickey Rourke
- 2009: Oscar a la millor actriu secundària per Marisa Tomei
- 2009: Globus d'Or a la millor actriu secundària per Marisa Tomei
- 2009: BAFTA a la millor actriu secundària per Marisa Tomei
- 2010: Grammy a la millor cançó escrita per pel·lícula, televisió o altre mitjà visual per Bruce Springsteen amb "The Wrestler"